# 克萊沼澤
克萊沼澤（英語：Cley Marshes）自然保護區位於英格蘭北海沿岸，即諾福克郡濱海克萊村落外，佔地176公頃（430英畝）。保護區於1926年成立，自此便由諾福克野生動植物信託基金管理。該基金也是英國歷史悠久的縣野生動植物信托基金。克萊沼澤保護著蘆原、淡水沼澤、池塘、濕草甸，是北諾福克海岸具特殊科學價值地點、特別保育區以及特別保護區。沼澤同時吸引了大量鳥類棲息覓食，因而被劃為拉姆薩爾濕地。
對於反嘴鷸、文須雀等稀有物種來說，保護區是個很重要的繁殖場所，也是牠們遷徙時的主要中途站和越冬地。除此之外，一些國家級稀有或地區性稀有的無脊椎動物和植物也專門樓息於此地。保護區設有標榜環保的遊客中心及五個觀鳥屋，將來亦計劃收購鄰近土地和改善遊客設施來進一步擴張。
人類居住在克萊沼澤的歷史源遠流長，該處史前曾用作農業用途，而在第二次世界大戰期間更建有戰俘營。現時，保護區吸引了大量遊客，同時帶動濱海克萊村落的經濟。人類在數百年間曾多次修築堤岸來開墾土地和保護村落，但沼澤仍經常被洪水淹沒。同時，保護區亦面對沿海礫石灘南下以及海水入侵的威脅。為了解決相關問題，政府和信託基金正在內陸地區建造全新濕地，以彌補沿海棲息地的喪失。

## 歷史

### 1926年以前
人類居住在諾福克的歷史可以追溯到十萬年前。在十萬至一萬年前（即最後一次冰期前），智人和尼安德塔人曾生活在諾福克一帶。隨著冰層向北退縮，人類重回舊地。當時諾福克的海岸線比現在更北，加上環境條件影響，導致該段時期的考古證據貧乏，只有一些屬於約兩萬年前的證據保存得較為良好。在中石器時代，冰層退縮令海平面上升，並填滿了現在的北海。這使諾福克的海岸線接近現時的形狀，同時令無數古代遺址沉入海底。考古學家曾在克萊沼澤發現屬於克拉克當文化的燧石刀，估計有40萬年歷史，是該處最古老的居住痕跡，其他史前遺蹟的記錄則較為罕有。
1588年的地圖顯示克萊沼澤一帶建有黑喬伊堡（Black Joy Forte），估計用來防禦西班牙無敵艦隊。另外，該區也有大量屬於中世紀後期用於海防的土壘防禦工事，以及鹽坑。1797年，製圖師威廉·法登出版諾福克郡地圖，當中有一處廢墟被標為「克萊教堂」，但該處更有可能是個穀倉。
1600年代中期以前，克萊沼澤大部分地區都曾屬廣闊的潮汐沼澤，每天被海水覆蓋兩次，海岸線則位於現時位置以北數百米處。沼澤西北方的凸起區域被稱作「眼睛」，早期的人類便在該區生活耕作。1651年，該區面積為28公頃（69英畝），但在海岸侵蝕下該處面積大幅縮小。海岸和「眼睛」由一條古舊堤路連接，退潮時便會出現。1522年，居民約翰·海頓（John Heydon）開始在沼澤築堤，旨在開墾土地。1630年起，荷蘭人揚·范·哈桑頓（Jan van Hasedunch）接手海頓的堤岸並加以擴建改善。後來，克萊領的領主西蒙·布里蒂夫（Simon Britiff）在克萊海峽東側修建堤岸，並完成開墾計劃。沼澤北部堤岸在1897年被海水衝破，後來人們以混凝土護面重建，但在1921年的一場暴風雨過後，該段堤岸被廢棄。現時剩下的只有東西兩段堤岸。
中世紀期間，克萊以及鄰近的布萊克尼曾經是繁榮和重要的港口。可是，多年以來的土地開墾計劃（特別是1640年亨利·卡爾索普在克萊以西的工程）導致航道淤塞，最終迫使碼頭搬離。1820年代中期，航道淤塞問題愈發嚴重，這也使海灘上的礫石脊阻擋了原本可通往鹽屋沼澤的潮汐通道。1822年，工程師托马斯·特尔福德曾給出有關減少淤積的建議，惟最終沒有落實。到了1840年，原本屬於克萊的貿易往來幾乎都被布萊克尼和其他諾福克港口瓜分，當地人口停滯不前，土地和房屋等財產價值急劇下降。19世紀中葉，莊園主修建了現在通往海灘的道路，並關閉穿越沼澤的古老通道。
在第一次世界大戰前的數十年裡，克萊沼澤海岸以野禽而聞名。當地人在海岸尋找食物，但一些以「紳士槍手」自居的人卻前來狩獵並收集稀有鳥類。當中又以E·C·阿諾德（E. C. Arnold）最為人熟悉，他在該處收集鳥類五十多年；目前保護區東北角的沼澤也以他為名。

### 保護區時期
1926年，諾福克鳥類觀察者西德尼·隆恩（Sydney Long）博士以5,100英鎊購入克萊沼澤，並把它「永久作為鳥類繁殖保護區」。保護區成立後不久，隆恩又創立了諾福克野生動植物信託基金。
1962年，保護區向英國國民信託租借相鄰11公頃（27英畝）的阿諾德沼澤（Arnold's Marsh），面積得以擴展。克萊沼澤長期以來是涉禽的主要覓食區，但區內大量優質棲息地都因為沿海礫石灘南下而消失。自1964年起，保護區建立了新的池塘和觀鳥屋，而出售觀鳥屋使用許可證便成為諾福克野生動植物信託基金的穩定收入來源。保護區在1970年修築了更多池塘和觀鳥屋，再於1981年建造遊客中心。
2012年，信託基金發起公開呼籲，希望籌集100萬英鎊購入現有保護區以東的58公頃（140英畝）緊鄰私人土地，以連接毗鄰的鹽屋沼澤自然保護區。信託基金最終獲得90萬英鎊公眾捐款以及逾150萬英鎊的遺產彩票基金撥款，成功購入土地。此次收購除了把保護區面積擴大三分之一外，還創建了8（5.0英里）長、由信託基金擁有的沿海保護區。
自成立以來，保護區只有三位管理員，而他們都是來自同一家庭。羅伯特·畢曉普（Robert Bishop）於1926年至1937年擔任首任管理員，1937年至1978年由他的孫子比利（Billy Bishop）接任。比利的兒子伯納德（Bernard Bishop）則在1978年獲任命，目前仍在管理保護區。
保護區現時佔地176公頃（430英畝），對繁殖和越冬鳥類具國際重要性。1954年，英國政府把保護區指定為具特殊科學價值地點。1986年，保護區被撥入佔地7,700公頃（19,000英畝）的北諾福克海岸具特殊科學價值地點。同時，該地點被劃為Natura 2000、特別保育區、拉姆薩爾濕地，也是諾福克海岸傑出自然風景區的一部分。保護區又被觀鳥者稱為「聖地」。

### 二戰沿海防禦工事

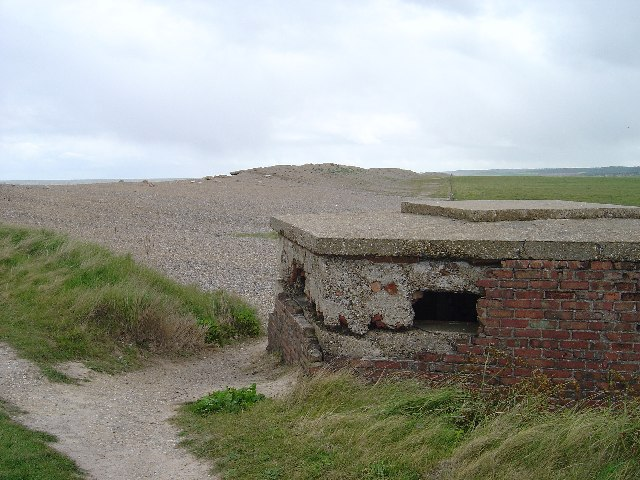
位於西邊海岸盡頭的碉堡遺址

第二次世界大戰期間，皇家砲兵在保護區的海灘盡頭修築防禦工事，當中包含兩門六英吋大炮、五座建築物、兩個碉堡，以及雷區和混凝土反坦克砌塊。他們又在濱海克萊村落附近設置布萊克爾迫擊炮和艾倫·威廉姆斯炮塔（Allan Williams Turret）。截至2021年，火炮陣地以及其中一個碉堡的遺址仍存於海灘上。
軍方也在保護區內修建可容納160人的軍營，後來轉為關押戰俘之用。軍方同時允許營內意大利人參與斯蒂夫基附近防空營地舉行的舞會，德國人則沒有此優待。戰爭接近尾聲時，軍營被用來收容東歐難民。軍營最終於1948年被清拆。許多戰時建築在1955年被皇家工兵部隊摧毀，發電機房則被海岸警衛隊接管，並改為觀測站。1983年，諾福克野生動植物信託基金向海岸警衛隊收購這棟建築，改建後建築上層為瞭望台，下層為沙灘咖啡廳。2008年，該棟建築在風暴中被瓦礫壓倒，隨後拆卸。

## 位置及設施

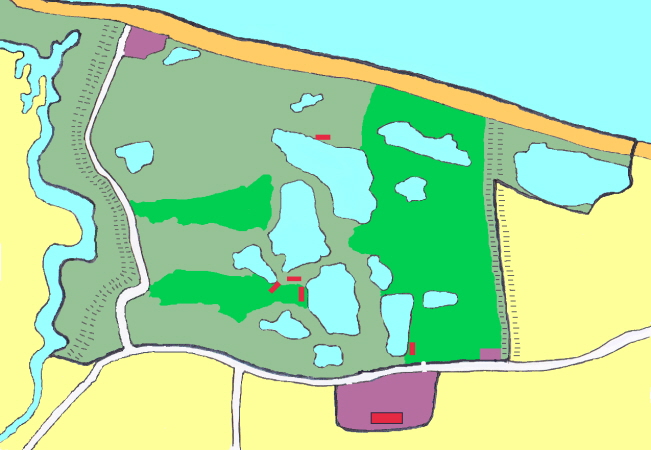
蘆原 草地 礫石灘
停車場 遊客中心及觀鳥屋

克萊沼澤自然保護區位於A149公路以北，濱海克萊村落以東，霍爾特以北6（3.7英里）處。遊客中心和停車場設於公路南面，即保護區對面。遊客可乘坐公共交通工具前往保護區。
遊客可從遊客中心、A149公路旁的行人路、東岸行人路、海灘以及由海灘返回主幹道的道路上欣賞保護區的景色。三條小徑縱貫整個保護區，遊客可經它們進出，每條小徑也通向一個或多個觀鳥屋。海灘小徑和海灘本身同時是長距離遠足徑「佩達斯之路」的組成部分。
遊客中心經整修後於2007年6月開放，中心設有咖啡館和商店，位於俯瞰保護區的小山丘上。保護區和觀鳥屋全日開放，諾福克野生動植物信託基金的會員可免費進入，非會員則須購買許可證。為應對2019冠狀病毒病疫情，信託基金的人員在保護區和遊客中心設立單向式人流系統，又在區內的木板路上增建新的通行空間。
遊客中心屬於環境友善建築，屋頂種滿了景天屬植物，同時設有雨水收集利用系统。在能源方面，中心主要使用太陽能熱水器、風力發動機、地源熱泵等綠色能源供電，以減少消耗傳統化石燃料。這些設計令中心贏得許多獎項，包括屬於可持續發展類別的阿聯酋玻璃綠葉獎。中心的成功促使信託基金推行進一步發展計劃，提供更多服務和教育設施，並提高其盈利能力。另外，遊客中心和四個觀鳥屋屬無障礙設施。
2015年6月，在生物學家爵士和基金大使班·加羅德等人的見證下，保護區全新的教育中心正式開放。

## 生態

### 鳥類

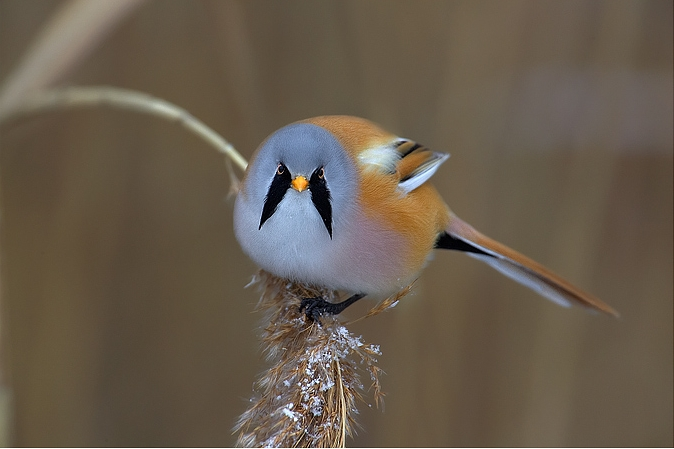
文須雀

克萊沼澤自然保護區內有多種鳥類在此棲息覓食。、大麻鷺、文須雀、反嘴鷸常見於蘆原和鄰近小島，並視此地為繁殖場所。在濕地築巢的鳥類則包括、水蒲葦鶯、蘆葦鶯、寬尾樹鶯等。白琵鷺、流蘇鷸、黑尾鷸大部分時間生活在區內。2010年至2012年，信託基金成員首次觀測到一對在區內繁殖。
保護區也是鳥類遷徙時的主要中途站和越冬地。春季時，小鷗、白眉鴨等鳥類會在前往其他地方繁殖途中經過保護區，居於布萊克尼角的燕鷗群落同樣會前來。秋季時，鳥類會飛往南方，中杓鷸、彎嘴濱鷸、小濱鷸會在保護區停留數天並補充能量，部分更會留在此地過冬。另外，大賊鷗、北方塘鵝、三趾鷗等鳥類可能會在順風的情況下經過保護區近海一帶。保護區也是大量鴨子的過冬地，包括赤頸鴨、綠翅鴨、綠頭鴨、赤膀鴨、鵲鴨、等。紅喉潛鳥和黑雁通常於近岸出沒。冬季期間，倉鴞和灰澤鵟棲息於沼澤地，雪鵐則棲息於海灘。
在天氣條件合適的情況下，保護區或會出現大群遷徙中的鳥類，當中甚至包含稀有的迷鳥。觀鳥者曾目擊的迷鳥包括西濱鷸、斑腹沙錐、沙雀、領燕鴴等。為了保持棲息地處於良好狀態，信託基金會每年砍伐部分蘆原並出售蘆葦，以建立多種年齡層的植被。

### 其他動物
除了鳥類，保護區也是眾多動物的生境。水䶄於保護區內十分常見，但其實牠們在英國是高度瀕危物種，因美洲水鼬的捕食以及棲息地喪失和水污染，牠們的數量大幅下降七成至九成。現時，水䶄生活的地點具有國家重要性。歐洲野兔、歐亞水獺、林蛙、大蟾蜍、胎生蜥蜴也經常出沒於保護區內。
海水自礫石灘滲入阿諾德沼澤和其他距離海灘較近的潟湖，使它們的水質由淡水轉變為鹹水。鹹水潟湖底部由泥土、堅硬的沙子和被淹浸的植被組成，棲息著一些稀有和受威脅的無脊椎動物，包括小星海葵、潟湖沙蝦、大西洋長臂蝦、糠蝦、鳥蛤科Cerastoderma glaucum、盲蝽科Orthotylus rubidus、球莖泥螺等。淡水河道中也發現小羊角蝸牛的蹤影。步行蟲科Pogonus luridipennis、Bembidion ephippium、Tachys scutellaris屬稀有甲蟲，主要出沒於沿海地區。在英國，保護區內的沼澤是唯一可觀測到Pogonus luridipennis的地點，但要在沼澤內找到它們的蹤跡亦有一定難度。

### 植物
海灘上的礫石脊保護了克萊沼澤免受海洋影響，同時吸引苔景天、海濱蠅子草、黃花海罌粟、海石竹、百脈根、沿海甜菜扎根。沙灘大麥是這片棲息地的稀有物種。另外，海艾、岩海薰衣草、歐鹼蓬在潮濕地區也長得很茂盛。鹽角草和大米草常見於鹽沼最暴露的區域。隨著沼澤變得更加成熟，一系列植物相繼出現：首先是鹼菀，接著是岩海薰衣草，海馬齒莧開始在小溪扎根，之後沿海車前和其他常見的沼澤植物也出現。長梗川蔓藻和長苞薹草亦長於鹽沼，但較為罕見。鹽沼上部還長有不少稀有植物，例如美麗百金花、假牛鞭草，以及生長於堤壩的細金魚藻等。
披鹼草和鹼茅生長於區內乾燥地帶。蘆原常見於各類濕地生境，主要由蘆葦屬植物組成，團花燈芯草、池生毛茛、海濱三稜草、寬葉香蒲等植物也會在蘆原扎根。克萊沼澤和鄰近的鹽屋沼澤有大片沿海草地，小花燈心草和蕨麻較為常見，長芒棒頭草、沼澤狐尾草、柴胡屬Bupleurum tenuissimum則較稀有。保護區植物品種豐富，它們大多能適應鹽水環境，但部分品種卻已在當地絕種，包括薹草屬Carex divisa（1999年）、棒芒草屬Corynephorus canescens（1982年）、補血草屬Limonium humile（1977年）。地衣同樣罕見，但國家級稀有的諾氏粉果衣有時出現於未經處理的木材上。地區性稀有的苔蘚植物寬葉細齒蘚扎根於鹽沼之中，球蒴牆蘚變種Tortula acaulon var. piliferum則生長於鹽屋沼澤。

## 休閒
1999年，770萬日間遊客和550萬過夜旅客合共為當地帶來1.22億英鎊收入，相當於創造了2,325個全職工作崗位。與英國皇家鳥類保護協會管理的特奇威爾沼澤及英格蘭自然署轄下的候克漢國家級自然保護區同樣，克萊沼澤每年吸引逾十萬名遊客前來到訪。2005年，諾福克野生動植物信託基金於克萊沼澤及其他五個沿海地點進行調查，發現39%遊客的到訪目的是觀鳥。在這六個地點中，大量遊客在遊覽克萊沼澤和特奇威爾沼澤前會預先計劃行程，遊客人均消費亦以克萊沼澤和鄰近的布萊克尼角最高。據估計，遊客合共為克萊沼澤一帶帶來245萬英鎊收入，相當於創造了52個全職工作崗位。克萊沼澤每年吸引逾11萬遊客到訪。
然而，大量遊客到訪可能會為保護區帶來負面影響。一些在暴露區域繁殖的物種（如）會受到人類干擾；植物亦可能會遭踩踏，甚至為部分生態敏感區（如沙丘和被植被覆蓋的礫石灘）帶來傷害。為了應對這類潛在問題，信託基金使用柵欄、狹窄的木板路甚至設置告示牌來避免人流過多。除了最北端外，保護區內所有通往觀鳥屋的通道均由木板路接駁。另外，信託基金亦不時更換圍欄，以及改善區內水位控制措施。

## 危機

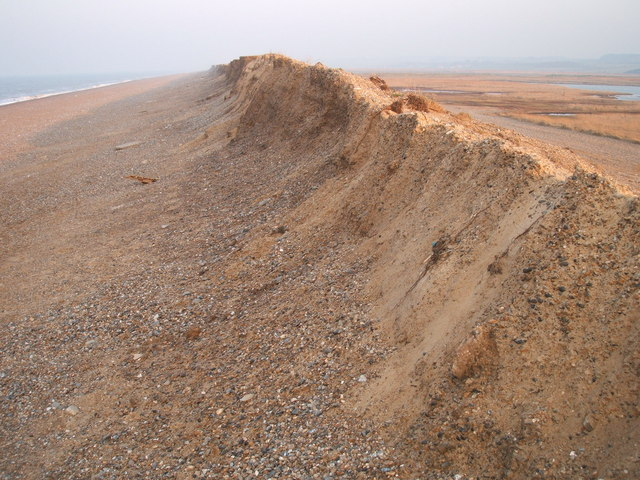
海邊的礫石脊正朝南方移動

克萊沼澤自然保護區隱藏在礫石脊後方，鹽沼亦在其後方成形發展。該段礫石脊自韋伯恩起，沿諾福克海岸向西延伸，然後在布萊克尼角成為延伸入海的沙咀。海水會通過潮汐和風暴作用拍打礫石脊和沙咀，並捲走一定數量的礫石。在風暴影響下，海浪甚至會捲走數量「驚人」的礫石。另外，沙咀也會被海浪破壞，形成小島，而此情況更會重複發生。布萊克尼角的最北端在中世紀早期消失於大海中，原因推斷由風暴導致。
在過去200年間，地圖愈來愈精確，足以量化海洋的侵佔程度。現時，沙咀以每年約1米的速度向大陸移動。1817年，保護區以西的布萊克尼教堂距離大海約400米，但直到20世紀末期距離已大幅縮短至195米。沿海礫石灘南侵也意味著格拉文河的河道經常被阻塞，導致保護區和濱海克萊村落被洪水淹浸。環境署曾考慮一些補救方案來保護這些脆弱地區。2007年，署方耗資約150萬英鎊修建新的人工河道，通往原河道以南位置，以減輕淤塞問題。
保護區的堤岸在1742年、1897年、1953年、1996年遭到嚴重破壞，而1993年和1998年海水入侵次數則較少。1953年，大規模洪水甚至湧入內陸8（5.0英里）。2013年12月，2（6.6英尺）高的風暴潮橫掃英國東海岸大部分地區，它同時衝破保護區的礫石脊，大量海水湧入並淹沒保護區，區內的觀鳥屋亦因而損壞。在英格蘭自然署的協助下，信託基金成功恢復保護區的環境，區內的天然泉水亦有助去除風暴潮帶來的過量鹽分。2017年，保護區再度被洪水淹沒，但信託基金人員指此次損害未有如2013年風暴潮般造成大量損害。
雖然現時保護區能透過門票等收入來維持堤岸等防止海水入侵措施的開銷，但此屬於治標不治本的方案。克萊沼澤和北諾福克海岸其他大部分地區面對著海平面上升的危機，因此後退管理成為長遠的解決方案。此方案已在包括特奇威爾沼澤在內的數個主要保護區實施。由於流入沼澤的海水增加，保護區內重要的蘆原將無可避免地消失。作為補償，環境署和信託基金自2010年起一直致力在希爾蓋附近建造佔地60公頃（150英畝）的全新濕地。希爾蓋濕地創建項目主要透過河岸、溝渠和湖泊來管理水位，以達致將昔日農田轉化為各種濕地生境的目的。信託基金將此視為創建大約10,000公頃（25,000英畝）的長期項目「威西生活景觀」（Wissey Living Landscape）首階段。

## 外部連結
- （英文）諾福克野生動植物信託基金—克萊沼澤自然保護區 （页面存档备份，存于）